# Sebastián Pardo
Sebastián Eduardo Pardo Campos (* 1. Januar 1982 in Quillota) ist ein ehemaliger chilenischer Fußballspieler. Der zentrale Mittelfeldspieler bestritt ein Länderspiel für die Nationalmannschaft und wurde auf Vereinsebene drei Mal chilenischer Meister.

## Karriere

### Verein
Sebastián Pardo begann seine Profikarriere 1999 bei Universidad de Chile und wurde in seiner Debütsaison chilenischer Meister. In der Folgesaison gewann er mit Universidad de Chile das Double. 2002 verpflichtete der niederländische Spitzenklub Feyenoord Rotterdam den chilenischen Mittelfeldspieler. In seinen fünf Jahren war er überwiegend Bankspieler. 2007 wechselte er zu Stadtrivale Excelsior Rotterdam, wo er aber aufgrund des Abstiegs des Vereins aus der Eredivisie nur eine Saison blieb. Zurück bei Universidad de Chile gewann er eine weitere Meisterschaft und beendete Mitte 2009 seine Karriere wegen komplizierter familiärer Verhältnisse. Pardo trat noch zwei Mal von seinem Karriereende zurück, als er 2011 bei Unión Temuco und 2013 bei Coquimbo Unido spielte.

### Nationalmannschaft
Pardo nahm mit der U20-Nationalmannschaft 2001 an der Weltmeisterschaft teil und absolvierte alle drei Gruppenspiele. Chile schied in der Gruppenphase als Letzter aus. Wenige Tage vor der Abreise zur Weltmeisterschaft nach Argentinien waren acht Spieler der jungen La Roja in einem Bordell vorübergehend verhaftet worden, darunter auch Pardo. Nach dem Turnier wurde alle betroffenen Spieler für drei internationale Spiele gesperrt.
In der A-Nationalmannschaft bestritt Pardo im April 2002 beim Freundschaftsspiel gegen die Türkei sein einziges A-Länderspiel.

### Erfolge
Universidad de Chile
- Chilenischer Meister: 1999, 2000, 2009-A
- Chilenischer Pokalsieger: 2000